# Sangiantoffetti
I Toffetti di San Giovanni o San Giovanni Toffetti spesso abbreviati in Sangiantoffetti (anche San Gian Toffetti, Sangiantofetti o, più semplicemente, Toffetti) furono una famiglia aristocratica cremasca, ascritta al patriziato veneziano e annoverata fra le cosiddette case fatte per soldo.

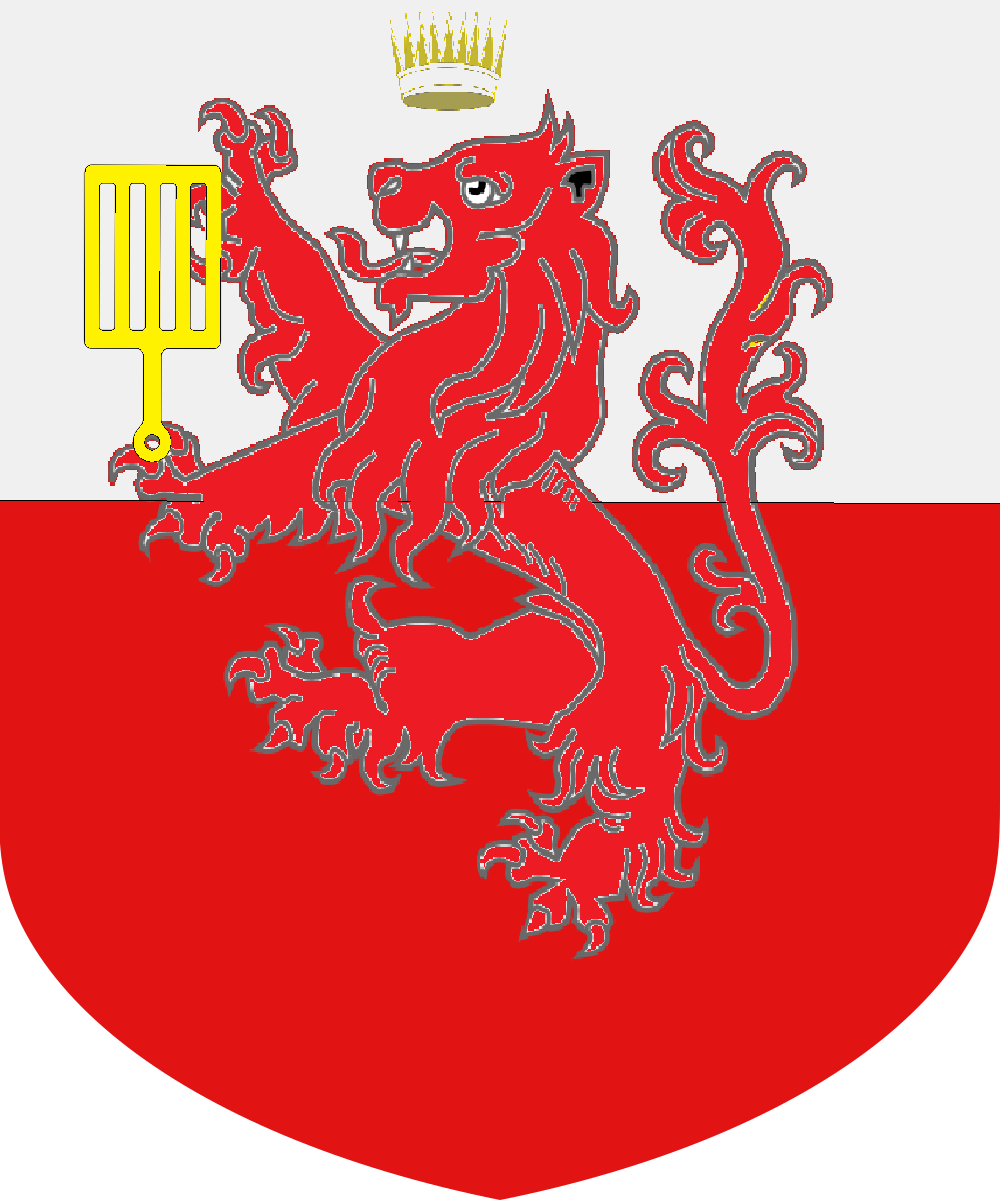
Stemma di famiglia

## Storia

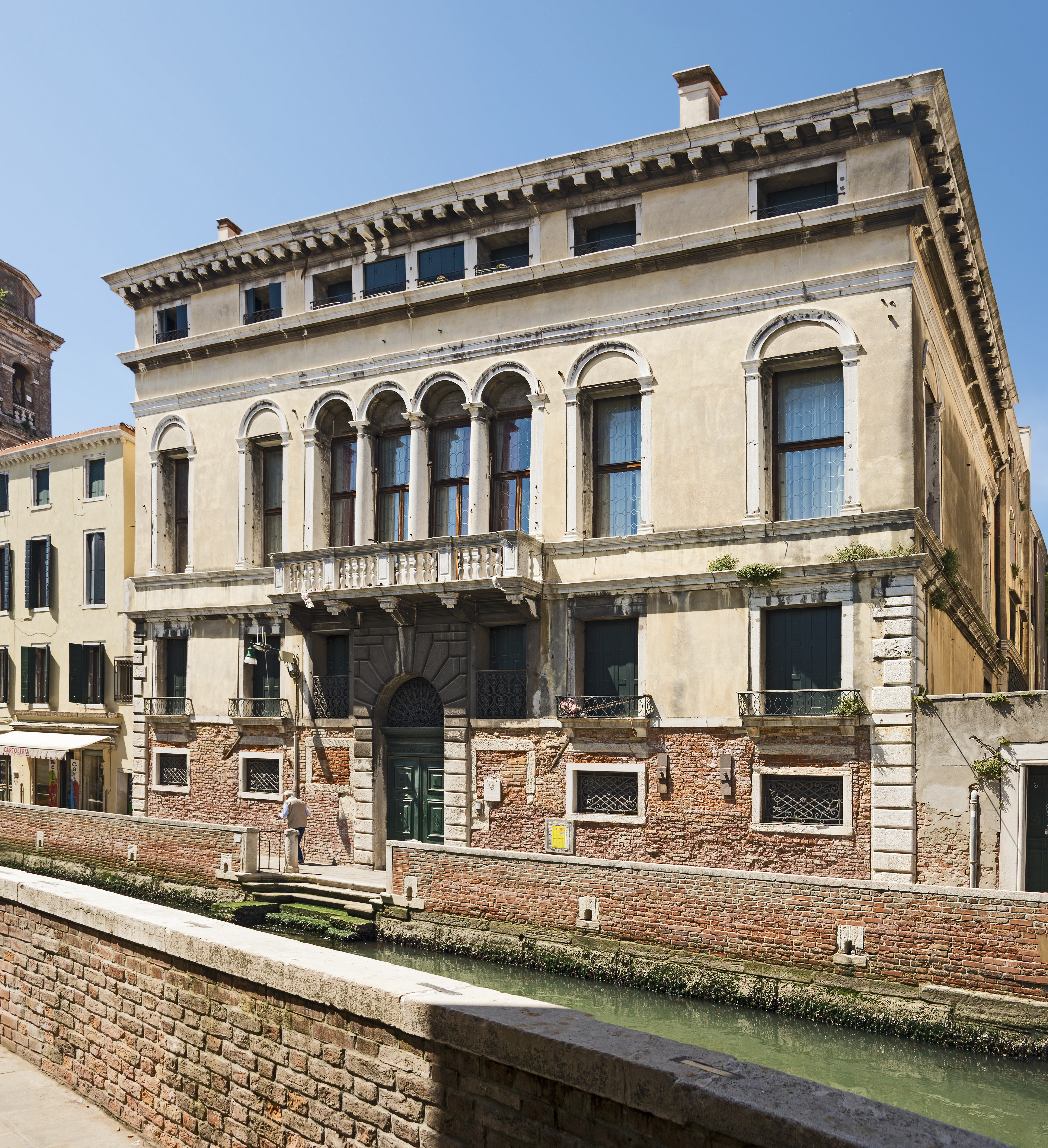
Palazzo Marcello-Sangiantoffetti o Ca' Bembo a Venezia

La famiglia risiedeva a Crema, nella cui nobiltà figurava sin da epoca antica. Vi era giunta dopo essere stata bandita da Genova.
Trasferitasi a Venezia, vi continuò con grande successo l'attività della mercatura, senza tuttavia tagliare i legami con la terra natia (estese le sue proprietà nel Veronese e nel Vicentino, pur mantenendo quelle nel Cremasco).
Nel 1639, in vista di un conflitto contro i Turchi, Gasparo Sangiantoffetti allestì a sue spese dieci vascelli armati di duecento fanti ciascuno, offrendo inoltre mille ducati all'anno per sette anni. Nel 1649, al culmine della guerra di Candia, fu il nipote Carlo a rimpinguare le finanze della Serenissima con un'offerta di argento e denari, mentre lo stesso Gasparo offriva i centomila ducati richiesti per l'accesso al patriziato, venendovi finalmente iscritta il 27 giugno 1649.
Questo casato, inoltre, era insignito della dignità di Grande di Spagna di seconda classe.
Dopo la caduta della Serenissima, il governo imperiale austriaco confermò la nobiltà di questa famiglia con Sovrana Risoluzione del 16 dicembre 1817, fregiandola successivamente del titolo comitale con Sovrana Risoluzione del 14 novembre 1819.
Si estinsero per via maschile con la morte del conte Vincenzo Toffetti (06/5/1797-1866), distintosi come patriota risorgimentale. Per via femminile, invece, confluirono nella famiglie patrizie dei Badoer e dei Dolce.
La famiglia ha lasciato traccia nella toponomastica veneziana con una fondamenta Toffetti di San Trovaso (Dorsoduro), presso la quale sorge palazzo Marcello-Sangiantoffetti, più comunemente noto come Ca' Bembo.

## Proprietà
- Ca' Marcello-Sangiantoffetti o Ca' Bembo a Dorsoduro - Costruito dai Barbarigo e passato poi ai Marcello, fu per un periodo dei Sangiantoffetti;
- Villa Donà dalle Rose, Romanin Jacur[6] a Salzano - Giunse in eredità ai Sangiantoffetti attorno alla metà dell'Ottocento;
- Villa Maltraverso, Molin, Sangiantofetti, Breganzato, Pedrina, Rigon a Ponte di Barbarano di Barbarano Vicentino - nel 1776 fu venduta dai Molin ai Sangiantofetti[7][8].
- Villa Sangiantoffetti, Camovitto, Mantovani Orsetti a Casale sul Sile - In una mappa del 1781 è citato come "Palazzo del N.H. Tofetti"[9].
- Palazzo Sangiovanni Toffetti a Crema